# Rugby Americas North Women’s Championship
La RAN Women’s Rugby Championship es un torneo internacional de selecciones nacionales femeninas de rugby pertenecientes a Rugby Americas North.

## Campeonatos
| Edición | Año  | Campeón           | 2º puesto         | 3º puesto         | 4º puesto                    |
| ------- | ---- | ----------------- | ----------------- | ----------------- | ---------------------------- |
| I       | 2003 | Trinidad y Tobago | Jamaica           |                   |                              |
| II      | 2006 | Jamaica           | Guyana            | Trinidad y Tobago |                              |
| III     | 2008 | Trinidad y Tobago | Guyana            | Jamaica           | Islas Caimán                 |
| IV      | 2009 | Trinidad y Tobago | Islas Caimán      | Barbados          | San Vicente y las Granadinas |
| V       | 2010 | Islas Caimán      | Bahamas           |                   |                              |
| VI      | 2011 | Trinidad y Tobago | Jamaica           | Islas Caimán      | Caribbean Select XV          |
| VII     | 2016 | USA South         | Trinidad y Tobago | Jamaica           | Bahamas                      |
| VIII    | 2017 | Trinidad y Tobago | USA South         | Jamaica           | México                       |
| IX      | 2018 | USA South         | Jamaica           | México            | Bahamas                      |
| X       | 2019 | México            | Jamaica           | USA South         | Santa Lucía                  |
| XI      | 2022 | USA South         | Jamaica           |                   |                              |
| XI      | 2023 | USA South         | Trinidad y Tobago | México            | Islas Caimán                 |
| XIII    | 2024 | USA South         | México            | Trinidad y Tobago |                              |

## Posiciones
Número de veces que los equipos ocuparon cada posición en todas las ediciones.
| Equipo            | Campeón | 2º puesto |
| ----------------- | ------- | --------- |
| Trinidad y Tobago | 5       | 3         |
| USA South         | 5       | 1         |
| Jamaica           | 1       | 5         |
| México            | 1       | 1         |
| Islas Caimán      | 1       | 1         |
| Bahamas           |         | 1         |
| Guyana            |         | 2         |